# Japoneses
Os japoneses (em japonês: 日本人; rōmaji: nihonjin, nipponjin) são um grupo étnico associado ao Japão, país localizado no leste da Ásia Oriental e à língua japonesa. As religiões predominantes são o xintoísmo e o budismo. As pessoas com ascendência japonesa que nasceram em outros países são denominadas nikkeis. Em contextos nacionalistas, principalmente da Era Meiji, podem ser incluídos como japoneses indivíduos das etnias Yamato, ainu e ryukyuana.

## Idioma
A língua japonesa é o idioma falado no Japão e em outros lugares do mundo onde se encontram comunidades de japoneses. A maior dessas comunidades fora do Japão encontra-se no Brasil, seguida pelos Estados Unidos, China, Filipinas, Canadá, Peru, Austrália, Reino Unido, Alemanha, Argentina entre outros. Estima-se que o número total de falantes seja em torno de 127 milhões de pessoas.
Vários dialetos são falados no Japão. Dialetos de regiões de Tōhoku, Tsushima, Kyūshū e Ryukyu podem ser ininteligíveis para pessoas de outras partes do país. Os jovens geralmente falam seu dialeto local e a língua nacional, mas, na maioria das vezes, o dialeto local é influenciado pela língua nacional, criando-se versões regionais do japonês padrão.

## História

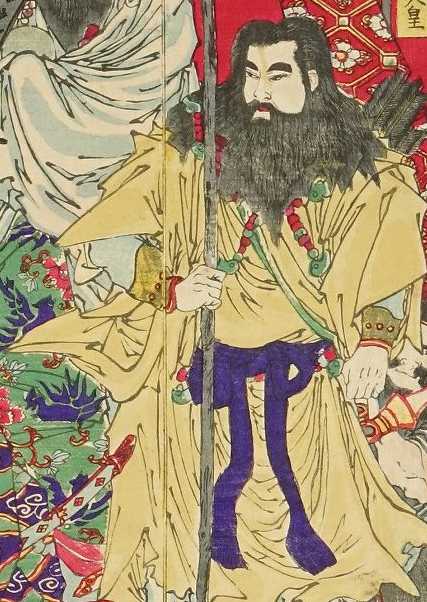
Imperador Jimmu

De acordo com a tradição mítica, o primeiro Imperador japonês teria sido Jimmu Tenno, fundador da dinastia japonesa em 660 a.C.. A primeira presença humana no Japão remonta ao Paleolítico Superior quando povos nômades caçadores-coletores chegaram às ilhas nipônicas através de istmos. Os primeiros artefatos japoneses em pedra lascada datam dessa época, e as de pedra polida datam de 30 000 a.C.. Em 1985 pesquisadores e cientistas realizaram estudos dos monumentos megalíticos submersos em Yonaguni, onde realizaram pesquisas para a sua datação. Chegaram à conclusão que os monumentos têm mais de 11 000 anos de idade.
De acordo com historiadores, os primeiros habitantes do Japão são Aino, um povo indígena racialmente distinto dos demais japoneses, que ocuparam o arquipélago a partir de 30 mil a.C.. Outras culturas como os Jomon, ocuparam as ilhas japonesas a partir de 14 mil a.C.. Através da cerâmica assume-se que os Jomom eram semi-sedentários e tenham seguido uma religião politeísta, baseada no culto de elementos da natureza. Por volta de 200 a.C. a cultura Yayoi migrou para o Japão, trazendo consigo novas influências culturais: agricultura, metalurgia, espelhos e bronze. A cultura Yayoi espalhou-se para a ilha principal do Japão (Honshu), absorvendo a cultura Jomon.

## Origens
De acordo com historiadores, os primeiros habitantes nativos do Japão eram os Aino. A primeira cultura japonesa, os Jomon, ocuparam o arquipélago nipônico a partir de 14 mil a.C.. A civilização Yayoi surgiu por volta de 300 a.C.. Estes grupos ancestrais distintos vieram ao Japão por rotas diferentes em épocas diferentes. As evidências arqueológicas sugerem que povo Yayoi migrou do Lago Baikal para o Japão, cruzando a Coreia, trazendo consigo novas influências culturais. Outros imigrantes vindos do continente - Estados imperiais extintos do continente - trouxeram consigo novas influências culturais que caracterizam a cultura tradicional do Japão. As origens do povo Aino e Jomon ainda não foram totalmente esclarecidas.
Evidências arqueológicas sugerem que os japoneses pertencem ao Gm haplotypes AG, AB3ST e AXG da Ásia Setentrional (Sibéria) que corresponde a cerca de 70% da população japonesa. O segundo grupo menor, Gm haplotype AFB1B3, com origens no Sudeste Asiático, corresponde a cerca de 30% da população japonesa, muito comum entre os chineses (70%) e sudeste asiáticos (90%). Recentes estudos arqueológicos sugerem semelhanças genéticas entre os povos do Japão, Manchúria, Coreia, algumas regiões do Tibete e diferenças maiores com o resto da Ásia.

## Cultura e Sociedade

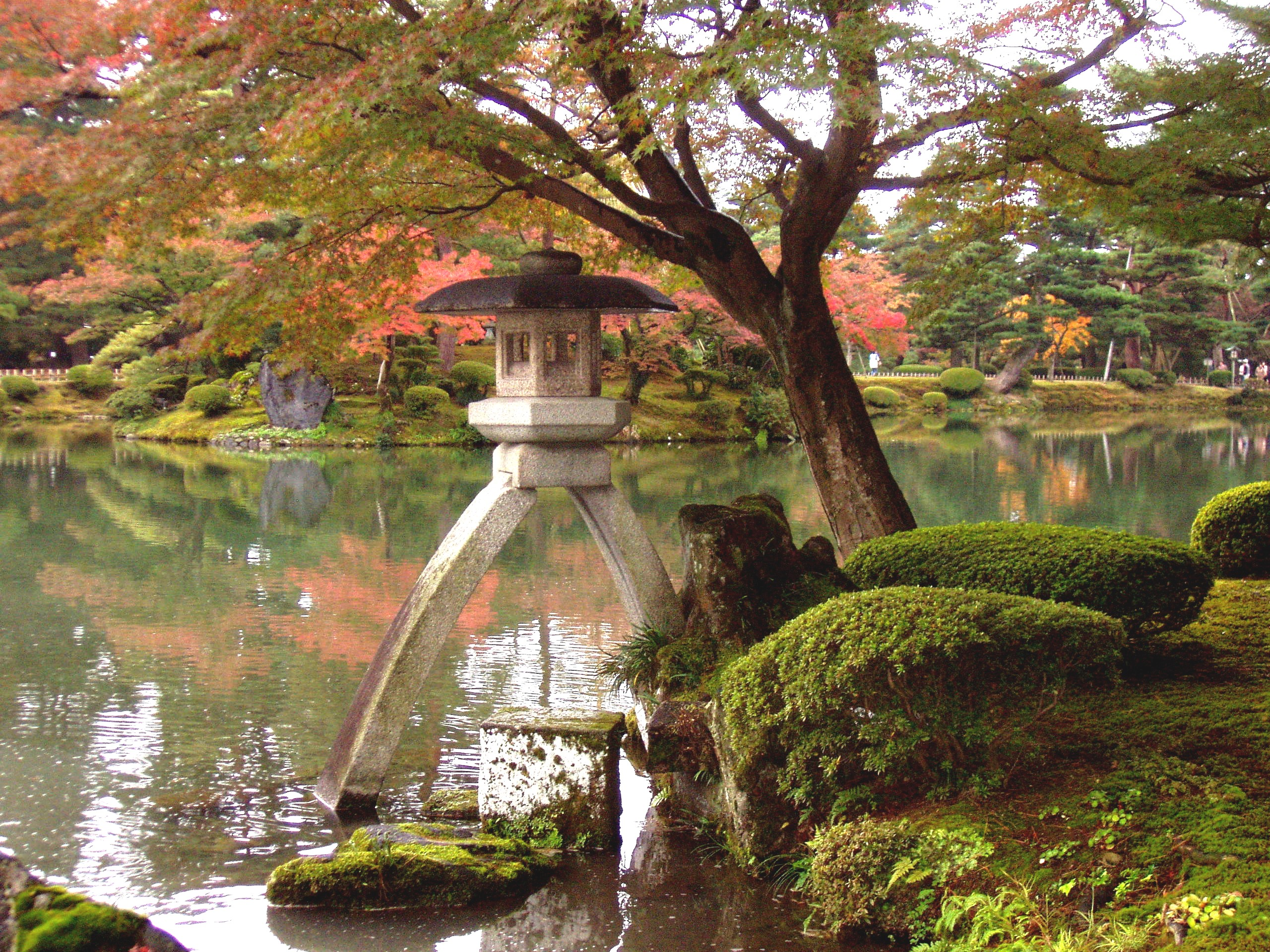
Lanterna estilo japonês no jardim Kenroku-en.

A cultura japonesa é uma das mais homogêneas do mundo. A cultura do Japão com mais de 3 mil anos de história evoluiu enormemente com o tempo, da cultura isolacionista para sua cultura contemporânea, que combina influências tradicionais da Ásia e influências modernas do Ocidente. Depois de receber imigrantes do continente, os habitantes do Japão experimentaram um longo período de isolamento do resto do mundo. Como resultado, uma cultura distinta do resto da Ásia desenvolveu-se, e resquícios disso ainda existem no Japão contemporâneo.
A sociedade japonesa é conservadora e coletivista, valoriza sobretudo a ética, a disciplina e submissão ao sistema, cuja organização social é altamente hierárquica, reflexo dos conceitos da Idade Média. No entanto, é um dos países com menor índice de desigualdade social do mundo e tem uma das sociedades mais democráticas, homogêneas e igualitárias do mundo.
No Japão, a arte começou a desenvolver-se em 548 d.C.. Algumas imagens do período Asuka, refletem um estilo tipicamente budista, com roupas helenísticas amplas e formas realistas, características da arte greco-budista. De modo geral, uma característica da arte japonesa ao longo de sua história é a utilização de cores fortes. A arte gravurista japonesa tem características como o refinamento e a introversão, e a junção de delicadeza e intensidade. A arte japonesa influenciou a ocidental, de acordo com pesquisadores ocidentais, notadamente a chamada arte moderna, em diversas oportunidades. Houve por exemplo uma notável assimilação da arte gravurista japonesa dos séculos XVII e XVIII pelos pintores impressionistas ocidentais, com especial destaque para os nomes de Monet, Degas, Toulouse Loutrec, Renoir.
O Japão moderno é um dos maiores exportadores do mundo de cultura popular asiática. Os desenhos animados (animes), histórias em quadrinhos (mangá) e música moderna japonesa (J-pop) conquistaram popularidade, especialmente nos outros países asiáticos. Entre os exemplos mais conhecidos da cultura japonesa estão a culinária, os bonsais, o karate, judo, kendō e sumō nas artes marciais e os videogames, etc.

## Religião
As principais religiões no Japão são o Xintoísmo e o Budismo.
O Xintoísmo (Shintō) é o nome dado à espiritualidade ou religião tradicional do Japão que incorpora práticas derivadas de tradições pré-históricas japonesas. A chegada do budismo ao Japão é, em última instância, uma consequência natural do estabelecimento da Rota da seda, que culminaram com a introdução do budismo na China em 67 a.C. e posteriormente na Coreia via missionários chineses. Da Coreia, o budismo se propagou para o Japão por volta do século V. O rei de Baekje enviou ao imperador japonês uma imagem de Buda e alguns sutras. Os aristocratas japoneses construíram estátuas budistas e templos em Nara, e depois em Heian (atual Kyoto). O budismo gradualmente se adaptou, no Japão, à espiritualidade nativa.
Uma minoria de 2 595 397 pessoas ou 2,4% da população japonesa professam o Cristianismo. O número de católicos no Japão é hoje inferior a 450 mil pessoas, e segue caindo em média 0,5% ao ano. As atividades missionárias iniciaram-se de fato em 1549, realizadas por jesuítas ao abrigo do Padroado. Um instituto japonês cristão afirma que há provas arqueológicas suficientes para sugerirem que Nestorianos (Igreja Assíria) foram os primeiros missionários que desembarcam no Japão em 199 d.C.. Estima que as primeiras igrejas foram plenamente estabelecidas no final Século IV, especialmente em Nara, no Japão central.
Há registros de contatos entre o Islã e o Japão muito antes da abertura oficial do país em 1853 e alguns muçulmanos do Sudeste Asiático chegaram ao Japão nos séculos anteriores. Um contato oficial foi estabelecido em 1890, quando o Império Otomano enviou uma embarcação militar para o Japão com o objetivo de saudar a visita do Príncipe Komatsu Akihito a Constantinopla vários anos antes. As estimativas atuais sobre a população muçulmana no Japão estão em torno de 100 mil a 200 mil e existem atualmente entre 30 a 40 mesquitas no Japão.

## Diáspora japonesa
Uma notável diáspora japonesa, chamados Nikkei, vive em alguns países, nomeadamente no Brasil, que abriga a maior comunidade japonesa fora do Japão (2 084 000) Estados Unidos(1 304 286) China(131 534) Filipinas(120 000) Canadá(98 900) Peru(90 000) Argentina(34 000) e outros países.

### Japoneses no Brasil

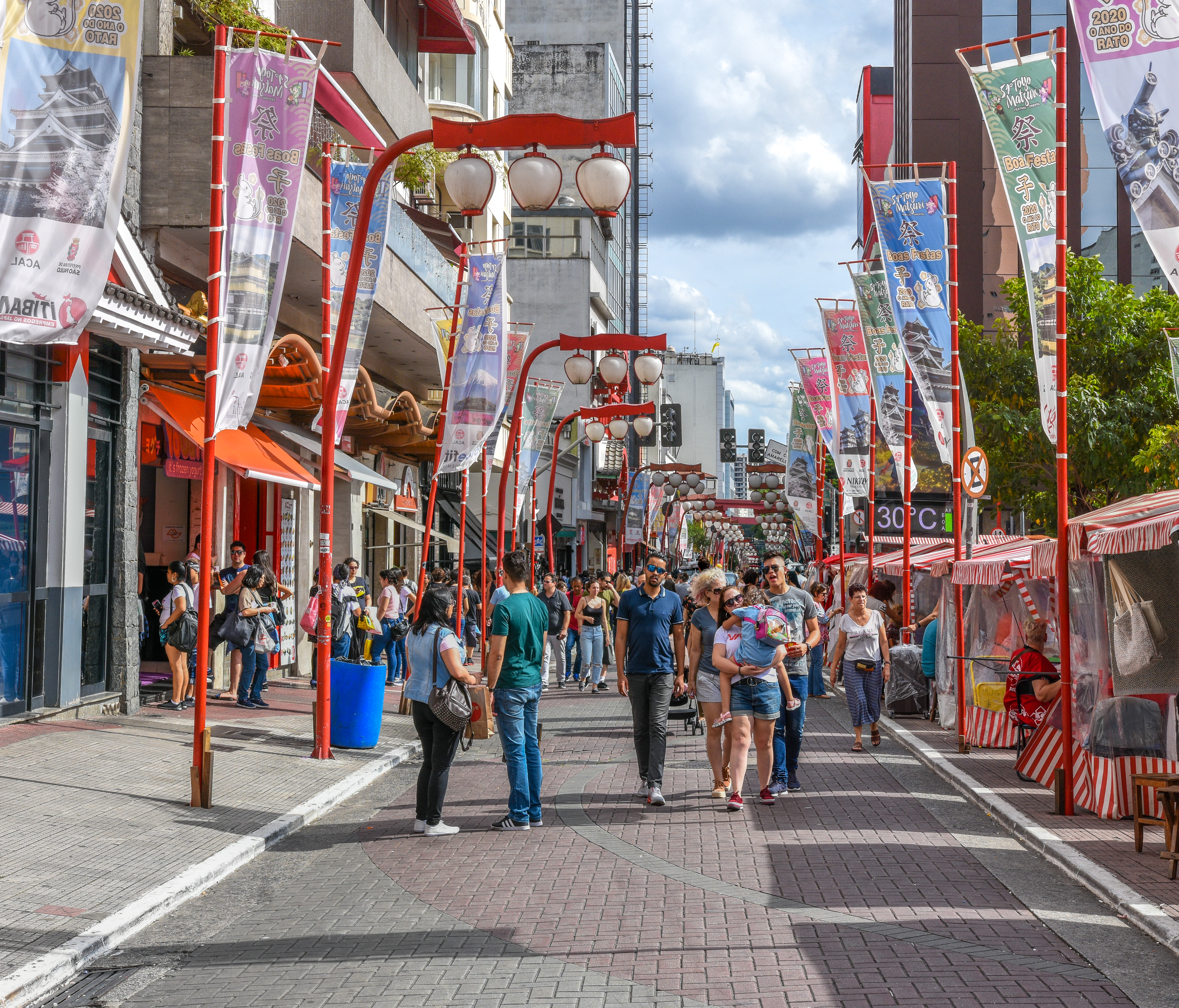
Bairro da Liberdade, reduto da comunidade japonesa de São Paulo.

A maioria dos imigrantes japoneses começaram a vir para o Brasil por volta de 1908. O navio Nakata transportou mais de 600 japoneses para o Brasil, a partir daí que começaram as grandes imigrações de japoneses para o Brasil. Os japoneses se estabeleceram nas fazendas de café do oeste do estado de São Paulo, no norte do Paraná para trabalhar em atividades agrícolas, na Amazônia para trabalhar na produção de borracha, no Pará para trabalhar em plantações de pimenta.
A imigração japonesa ao Brasil teve início oficialmente em 18 de junho de 1908 quando o navio Kasato Maru aportou no Porto de Santos, trazendo 781 lavradores para as fazendas do interior de São Paulo. A maior parte dos imigrantes chegou no decênio 1925-1935. O fluxo cessou quase que totalmente no fim dos anos 50, com total de cerca de 200 mil imigrantes japoneses estabelecidos no Brasil.
Estima-se que atualmente existem mais de 2 milhões de descendentes de japoneses no Brasil, e a imensa maioria residem no estado de São Paulo (capital e municípios como Mogi das Cruzes, Osvaldo Cruz ou Bastos) e no norte do Paraná (municípios como Londrina, Maringá, ou Assaí). Há também pequenas coletividades no Pará, atraídos inicialmente pelo cultivo da pimenta-do-reino.
Os descendentes de japoneses chamam-se nikkei, sendo os filhos de japoneses chamados nissei, os netos sansei e os bisnetos yonsei. Os nipo-brasileiros que foram ao Japão a partir do fim dos anos 80 são denominados dekasseguis.